# Frans Block
Frans Block (Aartselaar, 4 oktober 1902 - Hemiksem, 3 september 1981) was een Belgisch politicus voor de BWP / BSP. Hij was burgemeester van Hemiksem en senator.

## Levensloop
Frans Block groeide op in een christelijk gezin. Zijn ouders waren August Leopold Block (Aartselaar, 26 juli 1880) die metser was, en Joanna Sofia Crauwels (Aartselaar, 1 januari 1883). Ze waren getrouwd in 1901. In de wintertijd, met lange werkloosheid, werden de kinderen soms uit bedelen gestuurd. Block maakte zijn lagere school niet af en ging op zijn elfde werken om het gezin met vijf kinderen mee te helpen onderhouden.
Tijdens de Eerste Wereldoorlog werkte hij als losse helper in de handelszaak Vergauwen in Aartselaar en volgde les aan de nijverheidsschool. In de periode 1915-17 kon hij gaan werken als leerling-elektricien bij de elektriciteitszaak Bongers in Antwerpen. Na heel wat perioden van werkloosheid mocht hij op 2 januari 1919 als elektricien in dienst treden bij Bell Telephone, waar hij 35 jaar werkte. 
In 1919 sloot hij zich aan bij de Provinciale Metaalbewerkersbond van Antwerpen en in 1920 bij de afdeling Hemiksem van de Belgische Werkliedenpartij (BWP). Na zijn legerdienst trouwde hij op 3 augustus 1924 met Maria Stephania Verrept (Hemiksem, 1 april 1902 – Antwerpen, 19 december 1966). Zij kregen drie kinderen.
In 1934 werd hij voorzitter van de Socialistische Jonge Wacht en van het Comité voor Arbeidersopvoeding van Hemiksem. Waarna hij zich ook in de BWP zelf engageerde, in 1937 als bestuurslid, vanaf 1943 als voorzitter van de clandestien geworden afdeling. Vanaf 1937 was Block bestuurder van de samenwerkende maatschappij 'De Verbroedering'. In 1939 nam hij de leiding op zich van de afdeling Hemiksem van de Socialistische Arbeiders Radio Omroep voor Vlaanderen. Dat jaar werd hij ook de verantwoordelijke voor de afdeling Hemiksem van de Passieve Luchtbescherming en de Territoriale Burgerwacht. 
Block engageerde zich tevens in de lokale politiek en werd in 1937 lid van de Commissie van Openbare Onderstand in Hemiksem. Na de oorlog begon zijn politieke activiteit ten volle. Hij nam in 1946 deel aan de eerste naoorlogse gemeenteraadsverkiezingen en werd socialistisch gemeenteraadslid van Hemiksem. Een coalitie werd gevormd met de enige liberale verkozene en toen in 1948 de socialistische schepen van openbare werken Frans Verhavert overleed, volgde Block hem op. In 1950 werd hij ook verkozen tot lid van de ondernemingsraad bij Bell Telephone. Hij was er intussen opgeklommen tot brigadier van de elektriciens. In 1952 behaalden de socialisten de absolute meerderheid in Hemiksem en Block werd begin 1953 burgemeester van de gemeente, een functie die hij bekleedde tot einde 1976. 
In 1954 stond hij als kandidaat-opvolger op de senaatslijst voor het kiesarrondissement Antwerpen. Toen op 30 oktober 1954 Florent De Boey overleed, volgde Block hem op in de Senaat. Hij bleef senator tot aan de parlementsverkiezingen van 7 november 1971; tot 1958 als rechtstreeks gekozen senator, van 1958 tot 1961 als provinciaal senator voor de provincie Antwerpen, van 1961 tot 1965 opnieuw als rechtstreeks gekozen senator, van 1965 tot 1968 voor de tweede maal als provinciaal senator en van 1968 tot 1971 nogmaals als rechtstreeks gekozen senator. Block was erg actief in de Senaat, hij maakte deel uit van talrijke commissies en was ondervoorzitter van de Senaatscommissie Ontwikkelingssamenwerking en Buitenlandse Handel. Daarnaast was hij ook actief in de commissie Koloniën en de commissies Culturele Zaken, Nationale Opvoeding en Openbare Werken. Hij hield zich echter in het bijzonder bezig met de ontwikkeling en de modernisering van de Haven van Antwerpen en de aanleg van een netwerk aan autosnelwegen, die de positie van de haven moest versterken. Voorts kwam hij ook aan het woord over thema's inzake sociale zaken en gezinsbeleid.
Na het overlijden van zijn vrouw in 1966, hertrouwde hij in maart 1968 met Maria Makai (Boedapest, 30 maart 1914) uit Sint-Jans-Molenbeek. Block overleed in september 1981 aan een ziekte.